# Lallemandana picturata
Lallemandana picturata är en insektsart som beskrevs av Hamilton 1980. Lallemandana picturata ingår i släktet Lallemandana och familjen spottstritar. Inga underarter finns listade i Catalogue of Life.